# Miquel el Valent

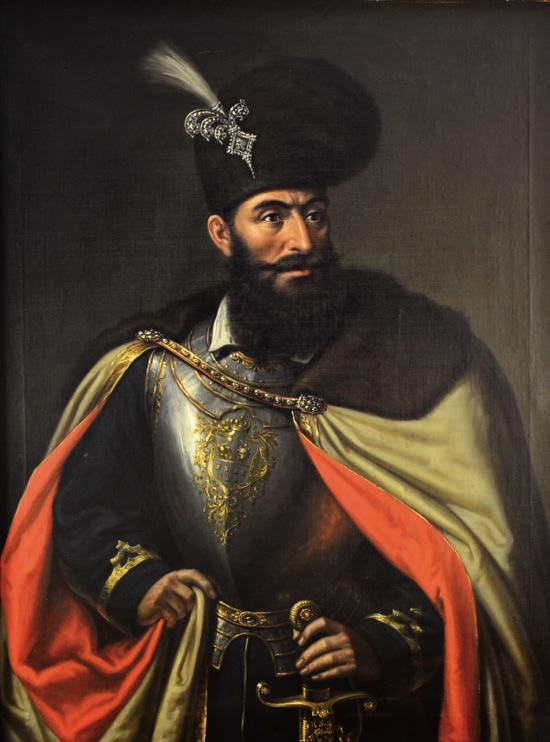
El Voivoda Miquel el Valent / Mihai Viteazul

Miquel el Valent (en romanès Mihai Viteazul, en hongarès: Vitéz Mihály), va ser un Voivoda (Príncep) de Valàquia / en romanès Țara Românească (1593 – 1601), de Transsilvània (1599 – 1601) i de Moldàvia (1600), essent el primer noble romanès en tenir sota el seu control els tres Principats que actualment conformen Romania, motiu pel qual per alguns sectors historiogràfics i nacionals romanesos és considerat com un dels primers precursors d'aquest Estat.

## Orígens familiars i ascens polític
Encara que no està del tot clar quan i on va néixer, hi ha molts indicis que va néixer vers l'any 1557, essent fill il·legítim del príncep de Valàquia Pătraşcu cel Bun que formava part de la vella dinastia dels Basarabi. Va desenvolupar funcions de Ban a Mehedinți i posteriorment de Stolnic al tribunal del príncep Mihnea II Turcitul abans de fer-se Ban de Craiova l'any 1593, a la mort de Dobromir Cretzulescu, oncle de la seva esposa. Durant el regnat d'Alexandru III cel Rău, és condemnat a mort per aquest últim, però no va ser executat. Gràcies als poderosos suports que tenien a Constantinoble la família grega dels Cantacuzino a la qual la seva esposa s'emparentava per part de la seva mare, fou nomenat Voivoda (príncep) de Valàquia a finals de l'any 1593.

## Lluita contra els turcs otomans
Poc després va començar a oposar-se al domini que els otomans exercien sobre el Principat, motiu pel qual es va anar acostant a l'emperador Rodolf II, emperador romanogermànic i poder rebre el suport d'aquest en la seva lluita. El punt de partida d'aquesta es va produir el novembre de 1594 quan va decidir reunir a bona part dels caps otomans al Principat, que també eren els principals creditors, sota el pretext de pagar el deutes que tenia Valàquia amb la Sublim Porta i va aprofitar l'ocasió per fer-los executar a tots, començant així la lluita contra els turcs otomans. Aquest fet era una veritable declaració de guerra al soldà, ja que aquest utilitzava els impostos i el tribut anual que els prínceps recollien en el seu nom per subornar a aquests, a la seva cort i bona part de la noblesa local, però també per finançar als exèrcits otomans a la regió.

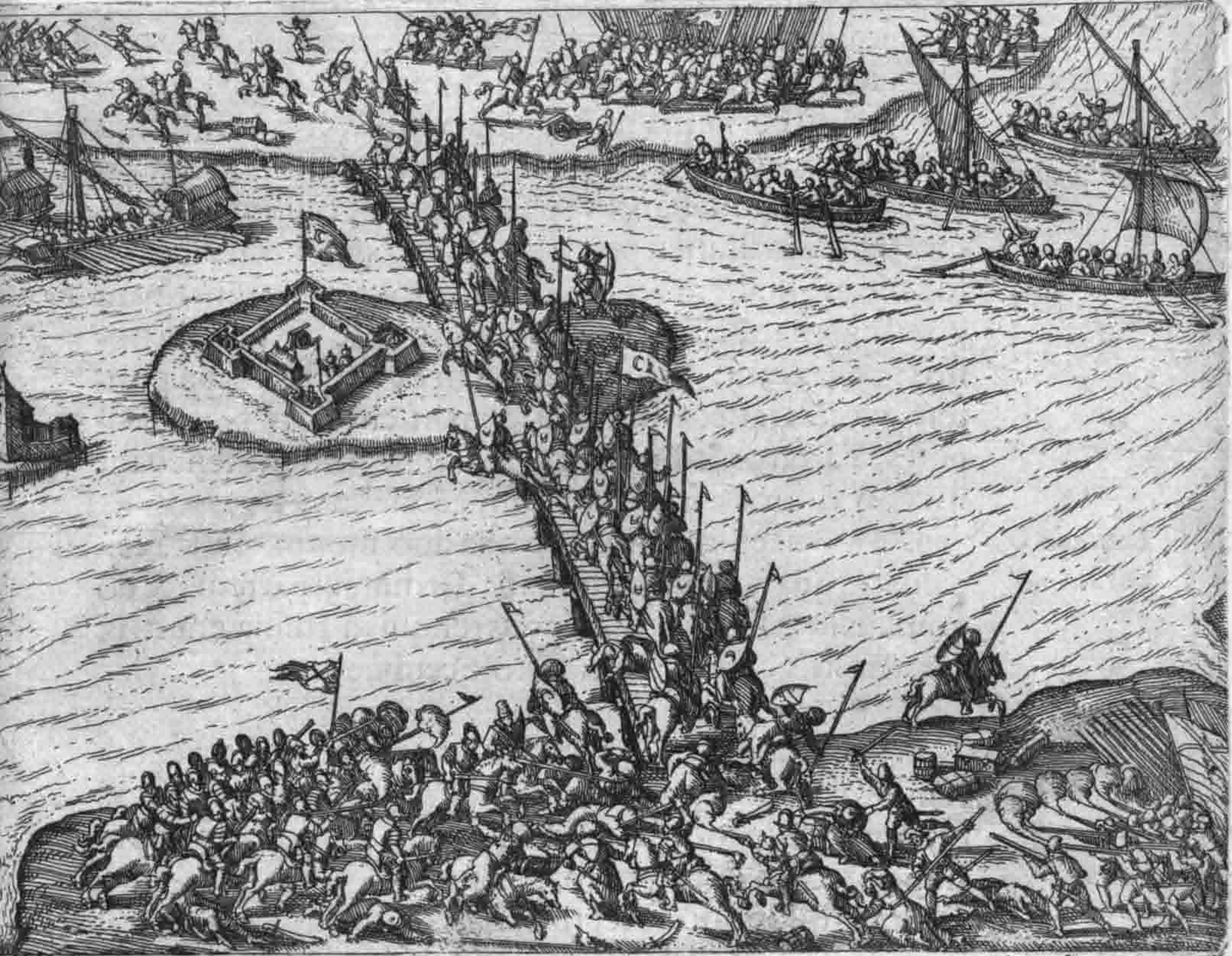
Batalla de Giurgiu, octubre de 1595

Els otomans ràpidament reaccionaren, però Miquel el Valent enviaren tropes al cap de les quals marxava Hassan Pacha, el governador de Rumèlia, però contra tot pronòstic aquestes foren vençudes. En mig d'aquest conflicte es va produir la creació d'una aliança cristiana propulsada pel Papa Climent VIII i que aglutinava a bona part dels regnes europeus contra els turcs, aliança a la qual s'adheriren els prínceps de Transsilvània Segimon Bathory i el moldau Aron Vod. Miquel el Valent va aprofitar aquest fet per marxar contra els otomans i travessar el Danubi, vencent als turcs i assolint el control d'importants poblacions com Giurgiu, Brăila, Hârova, i Silistra.
El 1595, a Alba Iulia (en hongarès: Gyulafehérvár, en alemany: Karlsburg / Weißenburg), Miquel el Valent signava un tractat amb Segimon Bathory, a través del qual Valàquia quedava sota la sobirania de Transsilvània, mentre que el voivoda transilvà es comprometia a enviar tropes perquè el valac pogués seguir la seva lluita contra els turcs. El 13 d'agost de 1595, es produïa la batalla de Călugăreni (prop del riu Neajlov), on un exèrcit comandat pel voivoda valac i integrat per 16.000 valacs i de 2.000 transilvans, vencia a l'exèrcit de Sinan Paixà, integrat per uns 120.000 homes, perdent la vida a aquesta batalla el mateix governador de Rumèlia. El 18 d'octubre, entrava victoriós a Târgoviste, antiga capital de Valàquia i pocs dies després a Bucarest que poc abans havia estat evacuada pels turcs otomans que s'havien desplaçat a la riba sud del Danubi.
Tot i la victòria aconseguida, les hostilitats es van aturar, ja que Miquel depenia de l'ajut extern que li oferien tant l'emperador com el rei d'Espanya Felip II mitjançant les tropes que finançaven al príncep transsilvà. Tot i això Valàquia quedava fora de l'esfera del poder otomà.
Però a finals de l'any 1595, Ştefan Razvan que havia succeït a Aron Voda al capdavant de Moldàvia i que era protegit del príncep de Transsilvània i aliat del valac en la seva lluita contra els otomans va ser deposat pels polonesos. El Regne de Polònia i Lituània tenia molts interessos econòmics al Principat de Moldàvia i havia vist amb preocupació com la influència de Transsilvània i, per tant, del Sacre Imperi Romanogermànic s'estenia per la regió, fet que no podia tolerar el canceller polonès Jan Zamoisky, motiu pel qual va decidir envair Moldavia, derrocar a Ştefan Razvan i posar en el seu lloc a Ieremia Movilă.

## El control de Transsilvània

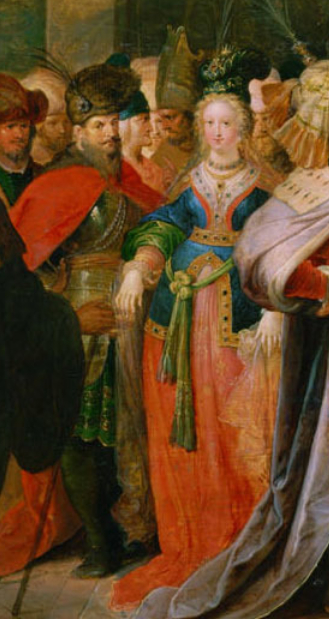
Miquel el Valent i la seva filla Florica a la cort de Rodolf II

A més cada cop la situació a Transsilvània era més inestable, ja que Segimon Bathory governava el principat però amb el suport de la noblesa hongaresa transilvana. Tot i que Bathory era catòlic, una part de la noblesa de Transsilvània era de confessió calvina, motiu pel qual no acabaven de veure amb bons ulls la influència cada cop més important de l'Imperi al principat, ni el fet que s'hagués declarat la guerra als otomans els quals havien atorgat al principat la independència de facto a canvi de declarar-se vassalls del soldà. Així les tropes imperials i transilvanes es van retirar de Valàquia, mentre que Miquel el Valent acordava una treva amb la Sublim Porta.
L'abril de 1598 Segimon deixava de ser Príncep de Transsilvània abdicant a favor de l'Emperador Rodolf II (que era també el Rei d'Hongria). Aquest fet va fer que Miquel el Valent es declarés vassall de l'emperador a canvi de què aquest li assegurés la possessió hereditària de Valàquia sense cap tribut.
A l'octubre de 1598 Segimon Bathory es desdeia de la seva renúncia i tornava a ser Voivoda, però la pressió de l'emperador li feia renunciar de nou aquest cop a favor del Cardenal Andrei Bathory, que era cosí seu i que era partidari de contraure una aliança amb els polonesos per contrarestar la influència dels imperials.
Així Transsilvània va caure sota la influència del Rei de Polònia, Segimon III Vasa, mentre que Miquel establia una relació d'aliança amb el seu únic aliat, l'emperador Rodolf II. En el marc d'aquesta aliança i aprofitant una revolta dels nobles hongaresos al principat Miquel va començar una campanya contra Andrei Bathory atacant des del sud el 5 d'octubre de 1599, mentre que el general imperial Giorgio Basta entrava a Transsilvània des de l'oest.
El 18 d'octubre, Miquel el Valent amb l'inestimable ajut de les tropes imperials obtenia una victòria important contra Andrei Bathory a la batalla de Şelimbăr, assolint el control de Transsilvània. Així de forma triomfant Miquel el Valent entrava a la capital transsilvana Alba Iulia, i rebia les claus de la fortalesa de la ciutat de mans del Bisbe Demeter Napragy.

## El control de Moldàvia

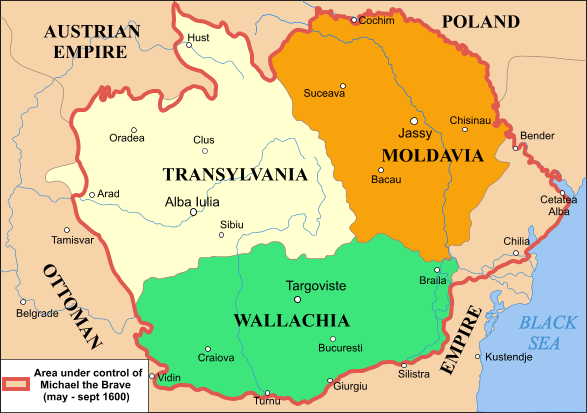
Territoris sota control de Miquel el Valent entre maig i setembre de 1600

Però les desavinences amb l'emperador van començar, sobretot pel control de la regió de Partium que reclamava el voivoda valac i pel fet que no acabava de reconèixer els drets que tenia l'emperador com a Rei d'Hongria sobre Transsilvània, ja que era conscient que en cas de reconèixer aquests drets tota la noblesa hongaresa del principat s'aixecaria contra ell. Per tot això Rodolf II va decidir retirar les tropes imperials i el deixava de finançar les tropes mercenàries valones.
Per aquest motiu i contradient les ordres de l'emperador, del que Miquel s'havia declarat vassall, va decidir al maig de 1600 envair amb el suport dels nobles hongaresos contraris als imperials el Principat de Moldàvia, ja que així controlaria el principat més pròsper de la regió, fet que li permetria aconseguir el finançament per seguir les seves campanyes contra els otomans.
La campanya d'invasió de Moldàvia va ser ràpida, ja que al derrotar a Bacău a l'exèrcit polonès i dels nobles moldaus que donaven suport a Ieremia Movilă, aquest va fugir a Polònia i Miquel el Valent va esdevenir Voivoda de Moldàvia, tenint en aquell moment sota el seu control els tres Principats Romanesos encara que deixava nominalment Valàquia al seu fill Nicolae II Patrascu i al juny de 1600, anomenava regent de Moldàvia al seu nebot Marcu Cercel.

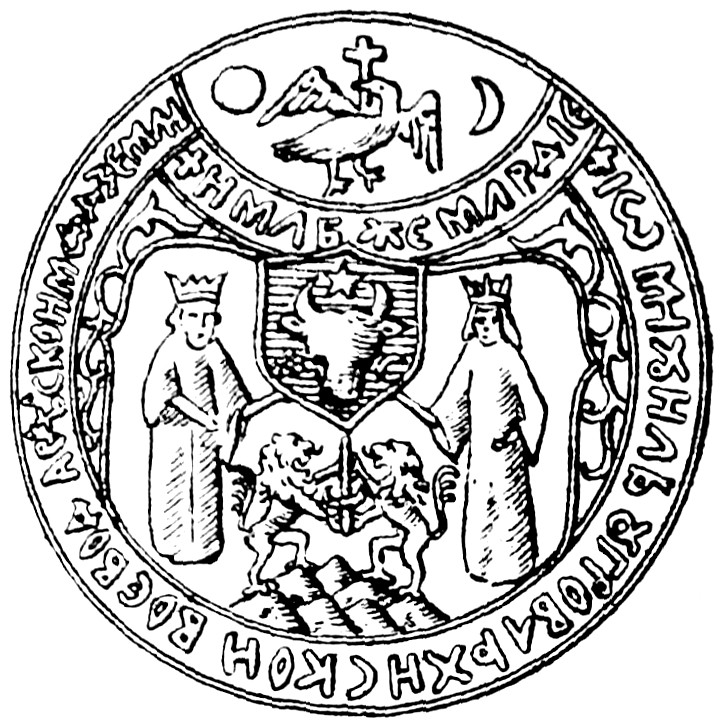
Escut personal de Miquel el Valent on estan presents els símbols dels tres Principats Romanesos

Davant del poder que s'estava configurant al voltant de Miquel el Valent tant el Sacre Imperi Romanogermànic, com el Regne de Polònia i els otomans van alarmar-se, ja que es trencava l'equilibri de poders existent a la regió. Davant d'això l'emperador va incitar a la noblesa hongaresa partidària d'una aliança amb l'Imperi a rebel·lar-se contra el valac, fet que va ser aprofitat pels imperials per entrar a Transsilvània, derrotant-lo a la batalla de Mirăslău el 18 de setembre de 1600, havent de fugir de Transsilvània.
Mentrestant les tropes poloneses dirigides personalment pel Canceller Jan Zamoisky portaven a terme la invasió de Moldàvia, on imposaven de nou a Ieremia Movilă sense que els partidaris de Miquel el Valent poguessin fer res per aturar l'exèrcit polonès, que un cop recuperat el control de Moldàvia es va dirigir cap a Valàquia, on a l'octubre de 1600 prengué el control de Muntènia (Valàquia oriental), instal·lant com a Voivoda al germà de Ieremia, Simeó Movilă, mentrestant Miquel el Valent i els seus partidaris resistien com podien a Oltènia l'avanç tant d'imperials com de polonesos. però a canvi que el respectessin la vida va acceptar rendir-se i retirar-se amb la seva família a Viena.

## Declivi, mort i llegat

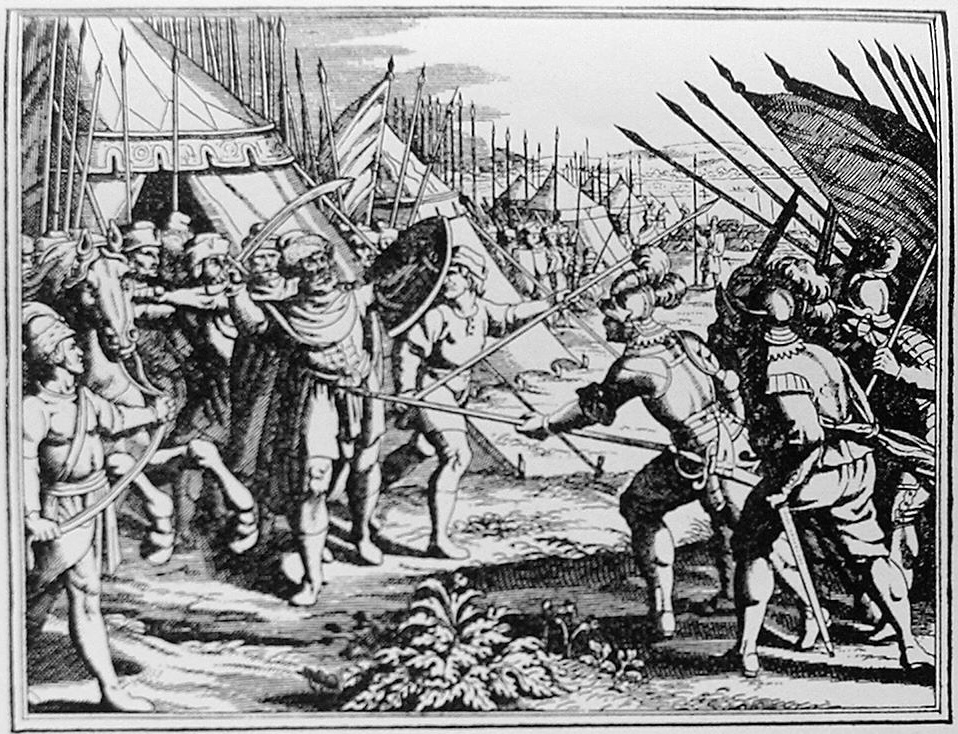
Gravat on es representa l'assassinat de Miquel el Valent a Câmpia Turzii

Refugiat a Viena, l'emperador Rodolf II del Sacre Imperi Romanogermànic va oblidar les seves desavinences amb ell, cridant-lo a servir-lo a Transsilvània on les tropes imperials comandades per Giorgio Basta no acabaven de prendre el control de la situació, ja que els nobles hongaresos contraris al Sacre Imperi Romanogermànic s'havien aixecat en armes liderats per Segimon Bathory, a més els otomans amenaçaven de prendre el control de Valàquia, debilitada enfront d'aquests després de la seva marxa. Així l'emperador li va oferir tropes i 1.000.000 de tàlers per portar a terme les seves campanyes per reinstaurar l'ordre a la regió.
Miquel el Valent va acceptar l'oferiment de Rodolf II i mentre les tropes imperials comandades per ell aconseguien el control de Transsilvània, molt més fàcil del pensat inicialment després de la desfeta de les tropes de Bathory a la batalla de Gurăslău (en hongarès Goroszló) el 3 d'agost de 1601, els seus partidaris expulsaven a Simion Movilă i el proclamaven de nou Voivoda de Valàquia.
Però l'emperador no tenia pensat tolerar que Miquel el Valent de nou consolidés un poder fort a la regió, motiu pel qual un cop que l'equilibri de forces a la regió s'havia establert de nou (Transsilvània sota la influència de l'Imperi, Valàquia dels Otomans i Moldàvia dels polonesos), va donar l'ordre al seu general Giorgio Basta que assassinessin a Miquel el Valent, tal com va acabar passant a Câmpia Turzii el 9 d'agost de 1601.
Amb la seva mort desapareixia la possibilitat de portar a terme una unió dels Principats Romanesos i a la vegada que moria el personatge històric feia aparició el mite, ja que Miquel el Valent per amplis sectors historiogràfics romanesos és un dels mites fundacionals de Romania, Estat que es crearia entre la segona meitat del segle xix i la primera meitat del segle XX sobre els tres principats que ell va governar: Valàquia, Transsilvània i Moldàvia.
Miquel el Valent és commemorat i recordat pels monjos del monestir grec de Simonos Petra, ja que els va fer grans contribucions en terres i diners per reconstruir el monestir que havia estat parcialment destruït per un incendi.